# Place Nelson-Mandela (Nanterre)
Pour les articles homonymes, voir Place Nelson-Mandela.
La place Nelson-Mandela est située à Nanterre (Hauts-de-Seine), à l'ouest du quartier d'affaires de La Défense dans le prolongement de l'Axe historique.
Inaugurée le 25 octobre 2010 dans le cadre du projet Seine Arche, la place se situe sur le territoire de La Défense Seine Arche.

## Situation et accès
Étant située dans le prolongement de l'Axe historique, après la Grande Arche de La Défense, la place fait l'objet d'un concours d'artiste dans les années 2010 afin de placer en son centre une œuvre d'art prolongeant l'Axe historique.
D'une superficie de 1,5 hectare, la place est livrée en septembre 2010. Elle est agrémentée de pavés de granit en périphérie et de cheminements piétons en prolongation des promenades des Terrasses.
Le coût du réaménagement de la place s'est élevé à 6,2 millions d’euros.

### Les voies autour de la place
- Avenue Frédéric-et-Irène-Joliot-Curie vers la place de la Boule et Rueil-Malmaison (RD 131 sud-ouest)
- Avenue François-Arago vers la place de Belgique (La Garenne-Colombes) (RD 131 nord-est)
- Boulevard de Pesaro vers La Défense (RD 23 est)
- Boulevard du 17-Octobre-1961 (RD 23 ouest)
- Boulevard des Bouvets (RD 914 nord)

À 100 mètres au nord, se trouve le boulevard de la Défense (RD 914 nord (ex-RN 314)).
Le tunnel de Nanterre-La Défense emprunté par l'autoroute A14 passe exactement en dessous de la place.

### Transports en commun
La place est située à 100 mètres de la gare de Nanterre-Préfecture, sur la ligne A du RER. Elle se situe également à 400 mètres de la gare de Nanterre-Université, à la fois sur la ligne A du RER et sur la ligne L du Transilien.

## Bâtiments remarquables et lieux de mémoire
La place en elle même sert de parking moto lors d’événements au Paris La Défense Arena[réf. nécessaire].
- Au 55, immeuble Via Verde[2] :
  - Siège de l'EPADESA
  - CCIP (Chambre de Commerce et d'Industrie de Paris Hauts-de-Seine)
  - Siège de l'entreprise SES-imagotag

## À proximité
Cette place, située sur l'axe historique de Paris ou tout du moins sur son prolongement à l'ouest, est à proximité du Parc André Malraux de Nanterre ainsi que de la Préfecture des Hauts-de-Seine, construite à partir de 1965 à l'occasion de la création du département en 1968.
Du côté nord de la place, l'avenue François-Arago traverse en pont les voies ferrées qui seront utilisées par le Prolongement de la ligne E du RER d'Île-de-France à l'ouest à partir de 2024. Après ce pont se trouve l'établissement sportif Forest Hill-City Form du groupe Forest Hill, au 85 de l'avenue, puis l'Université du Service de la SNCF, au 103 de l'avenue.
En continuant dans l'avenue François-Arago, un complexe sportif porte également le nom de Nelson Mandela. Il s'agit du complexe de l'Association Sportive des Cheminots de l'Ouest (ASCO) dépendant de La Garenne-Colombes, construit à cheval entre La Garenne et Nanterre.

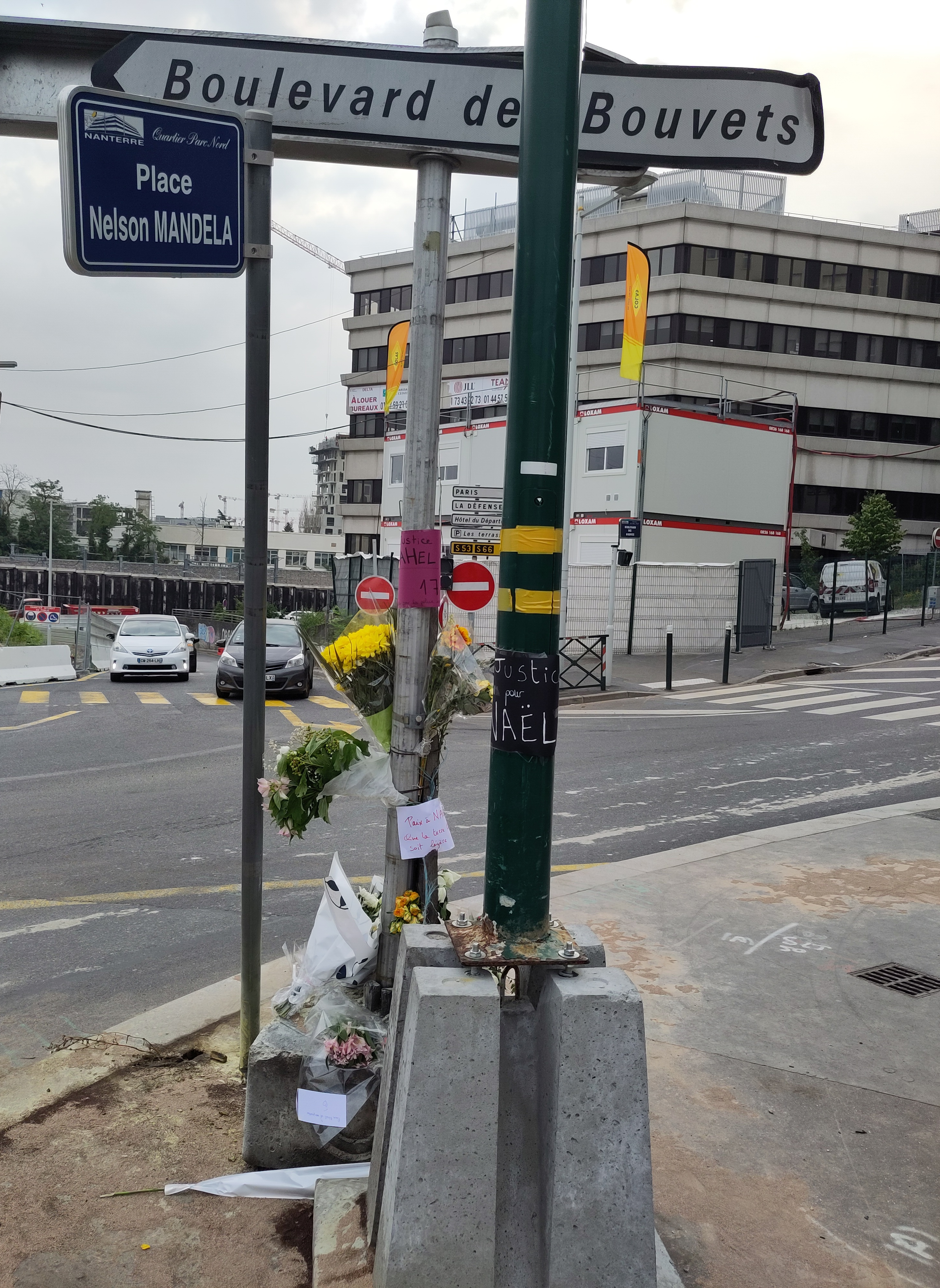
Hommage sur le lieu de décès de Nahel Merzouk, deux jours après.

## Mort de Nahel Merzouk
En juin 2023, Nahel Merzouk, âgé de 17 ans, est tué par un policier sur la place, entraînant des émeutes à Nanterre puis dans plusieurs autres villes.